# 山东劳动职业技术学院
山东劳动职业技术学院（Shandong Labor Vocational and Technology College），是山东省人力资源和社会保障厅直属的国办全日制普通高等院校。学校位于山东省济南市，现有长清和槐荫两个校区，其中长清校区位于长清大学城内。学校成立于1955年，是山东省首批技能型特色名校立项建设单位。

## 历史沿革
- 1956年，学院初创,是国家“一五”计划重点建设的全国首批工人技术学校之一。
- 1979年，经国务院批准由国家劳动总局下文建立山东技工师范学院（本科），于1984年停办。
- 1990年，经国家劳动部和山东省人民政府批准，创办全国第一所高级技工学校，名为山东省高级技工学校。
- 2000年6月，更名为山东技术学院。
- 2000年12月，改建为山东劳动职业技术学院。
- 2018年，加入济南驻长清大学城高校长青联盟[1]。

## 学校建设

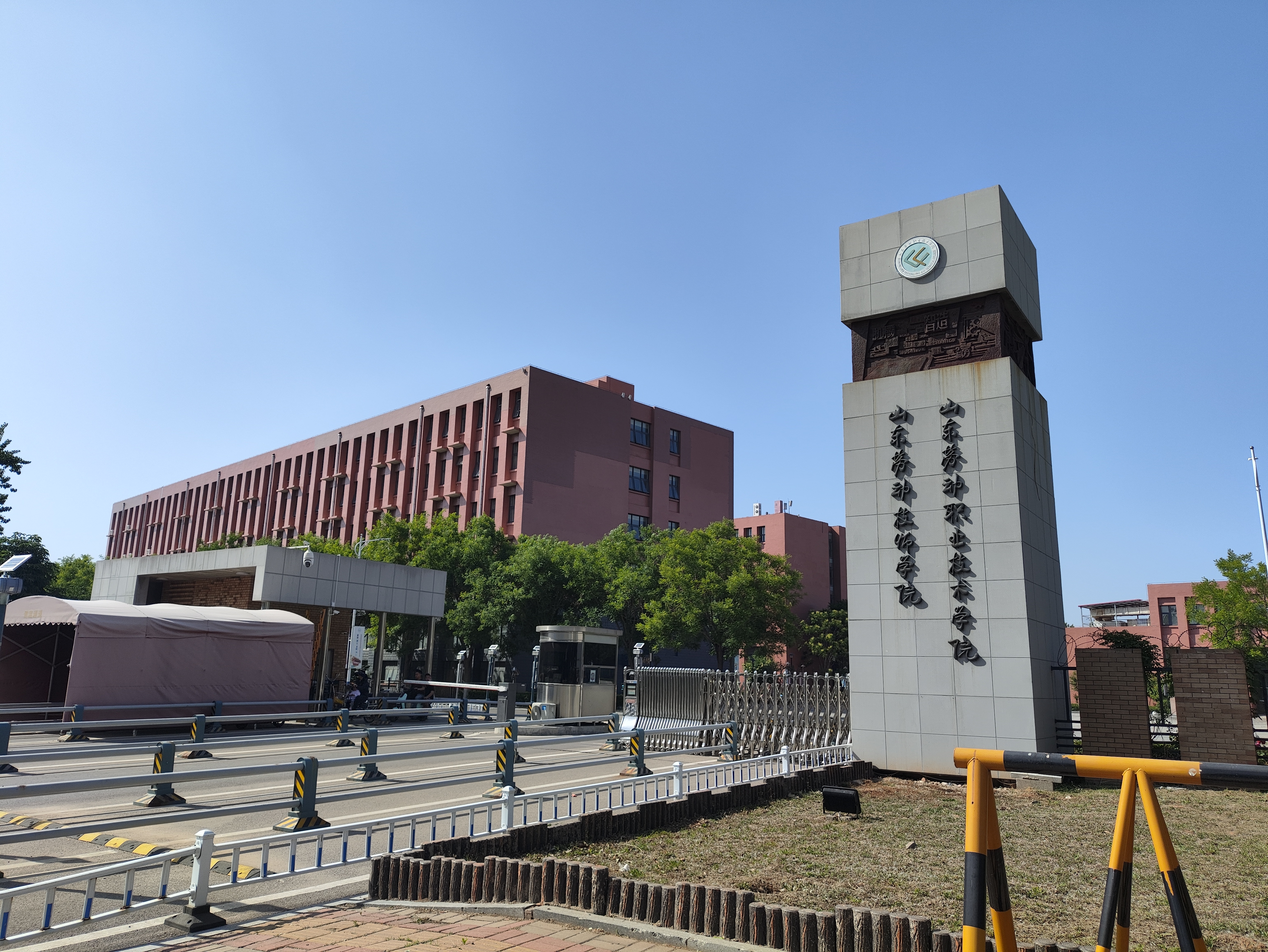

### 系部设置
- 智能制造系
- 电气及自动化系
- 汽车工程系
- 信息工程与艺术设计系
- 经济管理系
- 基础部
- 技师部
- 思想政治理论教学部
- 实习工厂(济南第六机床厂)

## 学校地址
- 山东省济南市槐荫区经十路23266号(槐荫校区)
- 山东省济南市长清区海棠路800号(长清校区)